# 第74回全国高等学校サッカー選手権大会
第74回全国高等学校サッカー選手権大会（だい74かいぜんこくこうとうがっこうサッカーせんしゅけんたいかい）は、1995年12月30日から1996年1月8日まで10日間にわたって行われた、全国高等学校サッカー選手権大会である。この大会は静岡学園と鹿児島実業の両校優勝となった。第75回～第78回は決勝戦が前後半で決着がつき、第79回以降は決勝戦もPK戦で決着を付けるようになったため、最後の両校優勝となった大会である。

## 概要
- キャッチフレーズ

### 日程
- 開会式　12月30日
- 1回戦　12月31日
- 2回戦　1月2日
- 3回戦　1月3日
- 準々決勝　1月5日
- 準決勝　　1月7日
- 決勝　1月8日

### 使用会場
- 国立霞ヶ丘競技場陸上競技場（準決勝・決勝）
- 千葉県総合運動場陸上競技場（1回戦～準々決勝）
- 浦和市駒場陸上競技場（1回戦～準々決勝）
- 駒沢オリンピック公園陸上競技場（1回戦～3回戦）
- 三ツ沢公園球技場（1回戦～3回戦）
- 西が丘サッカー場（1回戦～2回戦）
- 平塚競技場（1回戦～2回戦）
- 習志野市秋津サッカー場（1回戦～2回戦）
- 川越運動公園陸上競技場（1回戦～2回戦）

## 出場校
北海道・東北
- 北海道代表 室蘭大谷
- 青森県代表 青森山田
- 岩手県代表 盛岡商
- 宮城県代表 東北
- 秋田県代表 秋田商
- 山形県代表 山形中央
- 福島県代表 福島東

関東
- 茨城県代表 鹿島
- 栃木県代表 真岡
- 群馬県代表 前橋商
- 埼玉県代表 浦和東
- 千葉県代表 市立船橋
- 東京都A代表 帝京
- 東京都B代表 東海大菅生
- 神奈川県代表 桐光学園
- 山梨県代表 帝京三

北信越・東海
- 新潟県代表 新潟明訓
- 富山県代表 富山一
- 石川県代表 金沢桜丘
- 福井県代表 丸岡
- 長野県代表 松商学園
- 岐阜県代表 岐阜工
- 静岡県代表 静岡学園
- 愛知県代表 岡崎城西
- 三重県代表 上野工

近畿
- 滋賀県代表 守山北
- 京都府代表 東山
- 大阪府代表 近大付
- 兵庫県代表 神戸弘陵
- 奈良県代表 耳成
- 和歌山県代表 初芝橋本

中国
- 鳥取県代表 米子北
- 島根県代表 益田
- 岡山県代表 作陽
- 広島県代表 沼田
- 山口県代表 多々良学園

四国
- 徳島県代表 徳島市立
- 香川県代表 高松北
- 愛媛県代表 南宇和
- 高知県代表 高知追手前

九州
- 福岡県代表 東福岡
- 佐賀県代表 佐賀商
- 長崎県代表 国見
- 熊本県代表 熊本商
- 大分県代表 大分豊府
- 宮崎県代表 鵬翔
- 鹿児島県代表 鹿児島実
- 沖縄県代表 与勝

## 試合

### 1回戦
- 真岡 2 - 2 大分豊府（PK 4 - 3）
- 沼田 3 - 1 岐阜工
- 東福岡 2 - 1 桐光学園
- 作陽 1 - 0 東北
- 神戸弘陵 4 - 0 新潟明訓
- 佐賀商 3 - 0 金沢桜丘
- 前橋商 2 - 0 徳島市立
- 静岡学園 6 - 0 東山

- 盛岡商 3 - 1 高松北
- 多々良学園 4 - 0 青森山田
- 鹿島 2 - 1 南宇和
- 初芝橋本 8 - 0 山形中央
- 国見 3 - 1 浦和東
- 帝京三 3 - 2 米子北
- 鵬翔 3 - 0 福島東
- 岡崎城西 2 - 2 与勝（PK 5 - 4）

### 2回戦
- 市立船橋 3 - 0 益田
- 沼田 4 - 0 真岡
- 東福岡 4 - 0 作陽
- 近大付 1 - 0 東海大菅生
- 松商学園 2 - 1 高知追手前
- 佐賀商 4 - 2 神戸弘陵
- 富山一 2 - 1 守山北
- 静岡学園 4 - 1 前橋商

- 耳成 2 - 1 丸岡
- 多々良学園 2 - 2 盛岡商（PK 5 - 4）
- 初芝橋本 5 - 1 鹿島
- 熊本商 2 - 1 秋田商
- 帝京三 1 - 0 国見
- 室蘭大谷 8 - 1 上野工
- 鹿児島実 2 - 1 帝京
- 鵬翔 2 - 1 岡崎城西

### 3回戦
- 東福岡 3 - 0 近大付
- 静岡学園 2 - 2 富山一（PK 6 - 5）
- 市立船橋 4 - 1 沼田
- 佐賀商 1 - 1 松商学園（PK 3 - 1）

- 室蘭大谷 3 - 2 帝京三
- 多々良学園 0 - 0 耳成（PK 4 - 3）
- 鹿児島実 5 - 1 鵬翔
- 初芝橋本 2 - 1 熊本商

### 準々決勝
- 東福岡 0 - 0 市立船橋（PK 5 - 4）
- 鹿児島実 4 - 2 室蘭大谷

- 静岡学園 4 - 1 佐賀商
- 初芝橋本 3 - 2 多々良学園

### 準決勝
- 静岡学園 1 - 1 東福岡（PK 5 - 4）
- 鹿児島実 2 - 1 初芝橋本

### 決勝
- 静岡学園 2 - 2(延長0 - 0) 鹿児島実（両校優勝）

## 得点王
- 吉原宏太(初芝橋本) 8得点

## 主な出場選手
- FW
  - 平瀬智行(鹿児島実→鹿島→CFZ・ド・リオ→鹿島→横浜M→鹿島→神戸→仙台)
  - 吉原宏太(初芝橋本→札幌→G大阪→大宮→水戸)
  - 岡山一成(初芝橋本→横浜M→大宮→横浜M→C大阪→川崎→福岡→柏→仙台→札幌)
  - 小島宏美(東福岡→G大阪→札幌→大宮→大分→神戸→岐阜)
  - 山下芳輝(東福岡→福岡→仙台→柏→大宮→柏→栃木SC→琉球)
  - 北嶋秀朗(市立船橋→柏→清水→柏→熊本)
  - 柳沢敦(富山第一→鹿島→サンプドリア→FCメッシーナ→鹿島→京都→仙台)
- MF
  - 式田高義(市立船橋→市原→中央学院大学→新潟）
  - 藤本主税(徳島市立→福岡→広島→名古屋→神戸→大宮→熊本)
  - 大野敏隆(前橋商→柏→京都→名古屋→柏→東京V)
  - 中村俊輔(桐光学園→横浜M→レッジーナ→セルティック→エスパニョール→横浜FM)
- DF
  - 森川拓巳(静岡学園→柏→川崎→札幌→柏→熊本)
  - 城定信次(市立船橋→浦和→新潟→浦和→湘南)
- GK
  - 南雄太(静岡学園→柏→熊本→横浜FC)